# Pedocotyle morone
Pedocotyle morone är en plattmaskart. Pedocotyle morone ingår i släktet Pedocotyle och familjen Diclidophoridae. Inga underarter finns listade i Catalogue of Life.